# Gynoplistia riedeliana
Gynoplistia riedeliana är en tvåvingeart som först beskrevs av Günther Enderlein 1917.  Gynoplistia riedeliana ingår i släktet Gynoplistia och familjen småharkrankar. Inga underarter finns listade i Catalogue of Life.